# شون ماتياس
شون ماتياس هو لاعب هوكي الجليد كندي، ولد في 19 فبراير 1988 في ميسيساغا في كندا.

## وصلات خارجية
- شون ماتياس على موقع دوري الهوكي الوطني (الإنجليزية)
- شون ماتياس على موقع EliteProspects.com (الإنجليزية)
- شون ماتياس على موقع HockeyDB.com (الإنجليزية)
- شون ماتياس على موقع Hockey-Reference.com (الإنجليزية)